# IBM 1401

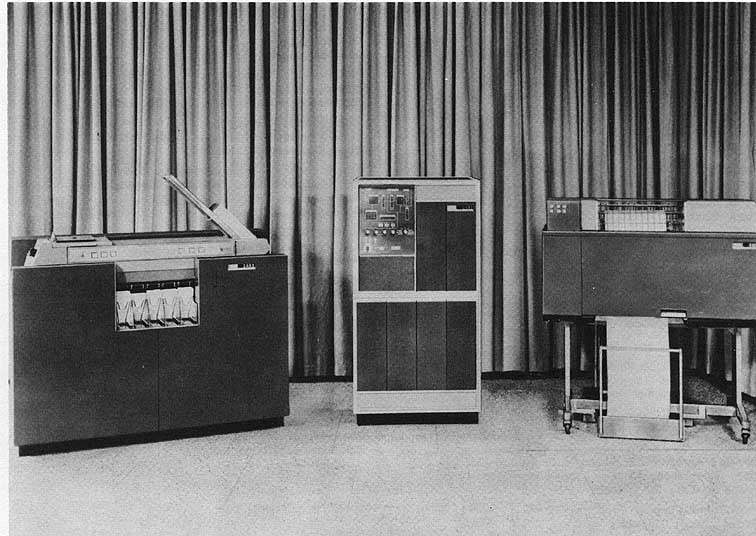
IBM 1401. Von links: 1402 (Lochkarteneinheit), 1401 (Zentraleinheit), 1403 (Schnelldrucker)

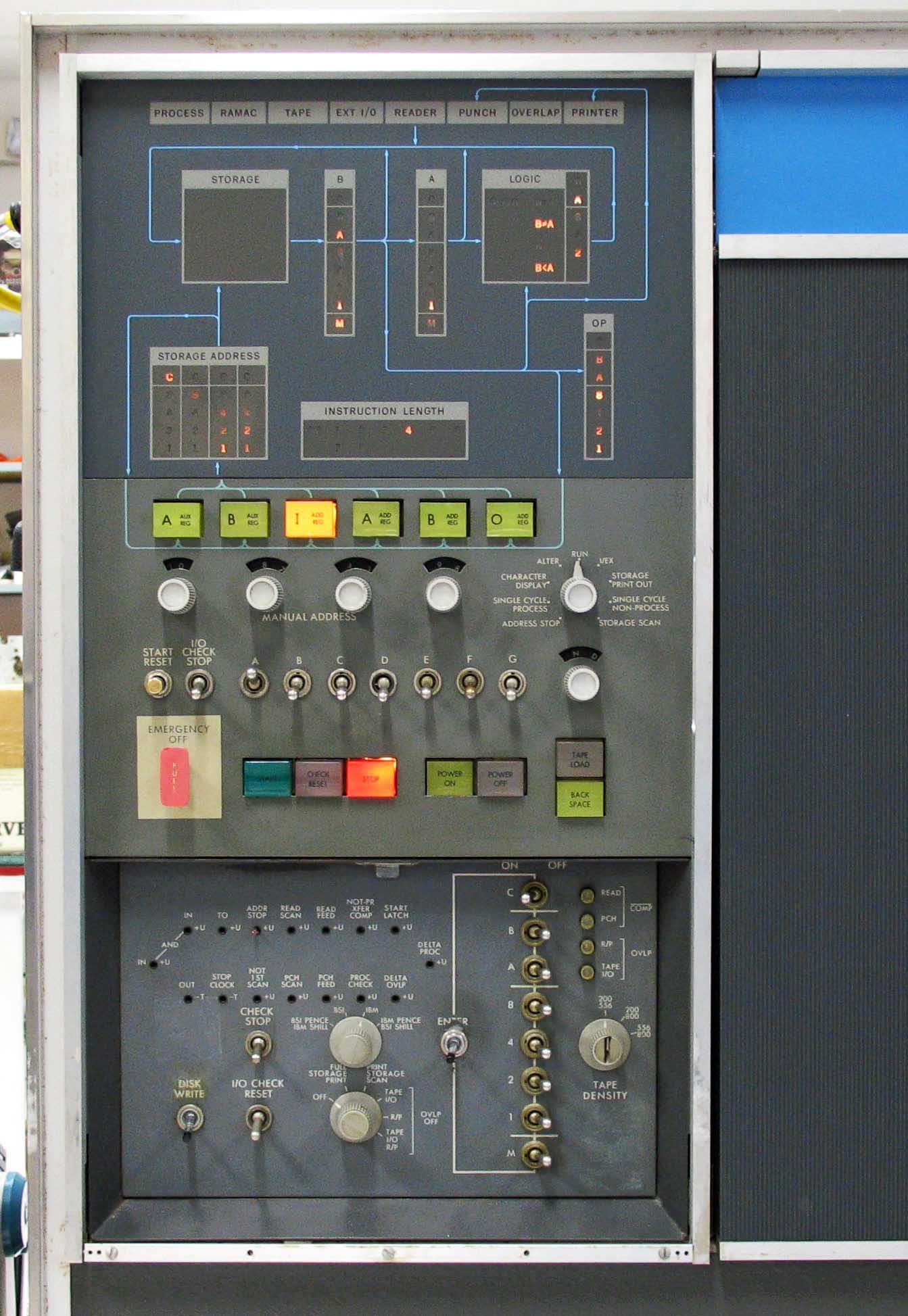
Bedienfeld einer IBM 1401

Die IBM 1401 war ein transistorbasierter, mit Kernspeicher ausgestatteter Rechner von IBM, welcher am 5. Oktober 1959 vorgestellt wurde.
Der IBM 1401 löste die Tabelliermaschinen wie die IBM 407 ab. Er wurde bis zum Produktionsende am 8. Februar 1971 über 12.000-mal verkauft. Es war auch möglich, den Rechner von IBM zu mieten, wobei Anfang der 1960er-Jahre für die Grundkonfiguration des Modells eine Monatsmiete von 2500 USD fällig wurde. Das Nachfolgeprodukt System/3 wurde 1969 am Markt eingeführt.
Die Rechner waren von IBM ursprünglich als Vorrechner für die Großrechner der Serie 7000 gedacht. Laut IBM geht der Begriff Mittlere Datentechnik auf die Einführung des Satellitenrechners IBM 1401 am 5. Oktober 1959 zurück.

## Architektur
Im Unterschied zu den (meisten) heutigen Rechnern war die Ausdehnung eines aus mehreren (zusammenhängenden) Speicherstellen bestehenden Feldes nicht durch Angaben im Maschinenbefehl bestimmt, sondern durch sog. Wortmarken im Speicher. Der Rechner arbeitete mit variabler Wortlänge, womit eine effiziente Ausnutzung der Speicherkapazität erreicht wurde.
Die IBM 1401 gab es mit unterschiedlichen Speicherkonfigurationen (1,4K, 2K, 4K, 8K, 12K oder 16K). Ein Byte bestand (brutto) aus acht Bits und gestattete die Verwendung von 6 Bits für Daten. Die beiden übrigen Bits wurden als Parity-Bit und als Word Mark verwendet.

### Lochkarten
Die 1401 bestand als reines Kartensystem aus einer IBM-1401-Zentraleinheit, einer IBM-1402-Karteneinheit zum Lesen (800 Lochkarten/Min.) und Stanzen (250 Lochkarten/Min.) von Lochkarten, sowie einem IBM-1403-Drucker (600 Zeilen/Min.).

### Magnetband
Durch Anschluss von bis zu sechs IBM-7701-Magnetbandeinheiten konnte sie zu einem Bandsystem erweitert werden.

### Magnetplatte
Mit einer angeschlossenen IBM 1405 RAMAC wurde sie zu einem Magnetplattensystem mit direktem Zugriff zu 10 bis max. 20 Millionen alphanumerischen Zeichen. Anstelle der 1405 RAMAC konnten ab ca. Mitte 1963 bis zu sechs IBM-1311-Plattenspeichereinheiten mit auswechselbaren Magnetplattenspeichern (Speicherkapazität bis zu drei Millionen alphanumerische Zeichen) angeschlossen werden. In dieser Konfiguration erfuhr die 1401 in der Praxis die weiteste Verbreitung und war bis zu ihrer Ablösung durch die IBM System/360-Rechnerfamilie das Arbeitspferd in der Datenverarbeitung.

## Programmierung
Die IBM 1401 war frei programmierbar. Die kleinste adressierbare Einheit war die Kernspeicherstelle, die ein Zeichen (engl. character) in BCD-Code enthielt. Adressrechnung und arithmetische Befehle arbeiteten im Dezimalsystem, und zwar beginnend mit der höchstwertigen Ziffer, also in der gewohnten Big-Endian-Orientierung. Während die Berechnung der Operandenadressen mit Dezimalzahlen fester Länge (5) geschah, konnte ein (arithmetisches) Feld durch das Wortmarkenkonzept eine beliebige Länge haben. Mit dieser Technik war es auch möglich, je nach Maschinenbefehl ein Feld an der oberen oder an der unteren Adresse anzusprechen. So war bspw. das beim Addieren-Befehl notwendige initiale Inkrementieren (um Operandenlänge minus 1) der Adresse eines Operanden zu seiner Einerstelle die Aufgabe des Compilers.

### Programmiersprachen
Die Systeme wurden häufig per Assembler programmiert. Die Kartensysteme wurden üblicherweise mit SPS (Symbolic Programming System) programmiert. Für die anspruchsvolleren Magnetplatten- und Magnetbandsysteme wurde der IBM 1401 Autocoder in Verbindung mit dem IOCS (Input-Output-Control-System) verwendet.
Zusätzlich wurden die höheren Programmiersprachen FORTRAN, COBOL sowie das zusammen mit dem IBM-1401-System vorgestellte RPG
genutzt.

## Belege
1. ↑  The IBM 1401
2. ↑  IBM feiert 50 Jahre Mittlere Datentechnik. In: Heise Online, 6. Oktober 2009.
3. ↑  Dies gilt jedoch nicht für numerische Daten, denn Binär-Code ist kompakter als der BCD-Code.
4. ↑  Hans Heger: RPG: Brücke von der Stecktafel zur Datenbank. In: Die Geschichte der maschinellen Datenverarbeitung (= IBM Enzyklopädie der Informationsverarbeitung). Band 1. IBM Deutschland GmbH, 1990, S. 140–141 (Überschrift S. 140 beschreibt den Übergang von der Tabelliermaschine (Stecktafel) zum Reportgenerator am Beispiel des Systems IBM 1401, S. 141 im Jahr 1959.).
5. ↑  Günther Sander, Hans Spengler: Die Entwickelung der Datenverarbeitung von Hollerith Lochkartenmaschinen zu IBM Enterprise-Servern. Selbstverlag, Böblingen 2006, ISBN 3-00-019690-0, S. 39 (uni-leipzig.de [PDF; abgerufen am 31. August 2023]): „Um die große Anzahl der Umsteiger von Lochkartenmaschinen auf EDV-Systeme, insbesondere auf die IBM 1400-Serie zu unterstützen, entwickelte IBM den Report Program Generator (RPG). Dies ist eine Beschreibungssprache, mit der der Listenaufbau von Tabelliermaschinenanwendungen beschrieben werden konnte  und einem Übersetzungsprogramm, das aus den abgelochten Beschreibungsformularen ein 1401-Programm erzeugte.“
6. ↑  Hans Heger: RPG: Brücke von der Stecktafel zur Datenbank. In: Die Geschichte der maschinellen Datenverarbeitung (= IBM Enzyklopädie der Informationsverarbeitung). Band 1. IBM Deutschland GmbH, 1990: „Um den Umstieg von traditioneller Lochkartenverarbeitung zu der elektronischen Datenverarbeitung zu erleichtern, wurde die Hochsprache RPG entwickelt und war auf vielen (IBM) Computern ab den 1960er Jahren verfügbar. Ihre Syntax war stark an die Arbeitsweise von Tabelliermaschinen angelehnt, doch die mühsame Verkabelung auf Steckbrettern war dem Schreiben von Sourcecode und Kompilieren gewichen.“